# Grand Orient de France
Il Grand Orient de France (acronimo GODF, tradotto come "Grande Oriente di Francia") è la più antica e la più grande di numerose organizzazioni massoniche con sede in Francia e la più antica dell'Europa continentale (poiché fu formata da una più antica Gran Loggia di Francia nel 1773 e assorbì brevemente la retroguardia dell'organismo più antico nel 1799, tanto da poter datare la sua fondazione al 1728 o 1733). Il Grand Orient de France è generalmente considerato la "loggia madre" della massoneria continentale.
Il motto Liberté, Égalité, Fraternité, adottato nel 1848, segue le pagine della storia e si fonde volontariamente con la Repubblica francese.